# Гігантський кіготь
«Гігантський кіготь» (англ. The Giant Claw; відомий також як «Знак кігтя», англ. The Mark of the Claw) — американський науково-фантастичний фільм жахів про гігантських монстрів 1957 року кінокомпанії Sam Katzman Productions. Він був зпродюсований Семом Катцманом, а зрежисований Фредом Ф. Сірсом. І Сірс, і Катцман, були добре відомі як виробники низькобюджетних B-фільмів. У ньому знялися Джефф Морроу та Мара Кордей. «Гігантський кіготь» вийшов подвійно разом з фільмом «Ніч, коли світ вибухнув», та був розповсюджений Columbia Pictures.

## Сюжет
Коли авіаційний інженер Мітч МакАфі робить тестовий політ над Північним полюсом, він помічає НЛО. Три реактивні винищувачі намагаються переслідувати та ідентифікувати об'єкт, але один з них зникає. Спершу ніхто не вірить МакАфі, всі вважають, що через його обман один із пілотів загинув.
Коли МакАфі та математик Саллі Колдуелл летять на літаку до Нью-Йорка, на них знову нападає НЛО. Їхній літак падає в Адірондак, а пілот гине. Там на допомогу їм приходить фермер П'єр Бруссар, який розповідає їм, що чудовисько, яке вони бачили, називається Ла Карканья. Звіт МакАфі сприймається скептично посадовими особами, але вони змушені повірити йому, після того, як кілька інших літаків зникають. Вони виявляють, що НЛО є гігантським птахом, який походить із галактики антиматерії. МакАфі, Колдуелл, доктор Карол Нойманн, генерал Консідайн та генерал Ван Бускірк намагаються розробити план по знищенню здавалося б незнищенної істоти.
Пізніше птах нападає на Мангеттен, та знищує Емпайр-Стейт-Білдінг та будівлю ООН. Однак пізніше літак-бомбардувальник В-25 вистрілює в птаха мюонним атомом, який руйнує його щит з антиматерії, даючи ракетам вбити його. Монстр падає в Атлантичний океан і тоне.

## В ролях
| Актор         | Роль                               |
| ------------- | ---------------------------------- |
| Джефф Морроу  | Мітч МакАфі                        |
| Мара Кордей   | Саллі Колдуелл                     |
| Морріс Анкрум | генерал-лейтенант Едвард Консідайн |
| Лу Мерілл     | П'єр Бруссар                       |
| Едгар Барріер | доктор Карол Нойманн               |
| Роберт Шейн   | генерал Ван Бускірк                |
| Френк Ґріффін | пілот Піт                          |
| Кларк Ховат   | майор Берген                       |
| Морган Джонс  | лейтенант, офіцер радара           |

## Виробництво
Згідно з Річардом Харландом Смітом з Turner Classic Movies, фільм скоріше всього брав натхнення з численних повідомлень у ЗМІ про наукові відкриття у галузі фізики частинок, в тому числі й тих, що стосуються антиматерії. Також фільм брав натхнення з фільму «Родан» та оповідання Самюеля Гопкінса Адамса «Дідусь та зимова казка» про Ля Карканью, міфічну істоту, яка схожа гігантську жінку з головою вовка та чорними крилами, схожими на кажана, та яка є банші, яка віщує смерть. У фільмі П'єр Бруссар випадково плутає птаха та Ла Карканью. Історія Адамса була опублікована в The New Yorker у січні 1951 року.
Основні зйомки під робочою назвою «Знак кігтя» відбувалися в Ґріффіт-Парку, а також в підземеллі на кордоні між Нью-Йорком та Канадою, з додатковими інтер'єрними кадрами, знятими в Columbia Annex біля Monogram Studios з 1 по 20 лютого 1957 року. Спочатку Катцман планував використати у фільмі анімаційні ефекти Рея Гаррігаузена, однак через бюджетні обмеження, він найняв представників малобюджетної студії в Мехіко, Мексика, які виготовили маріонетку гігантського птаха.
Пізніше, в одному з інтерв'ю, Морроу зізнався, що до прем'єри фільму ніхто не знав, як виглядатиме титульний монстр. Сам Морроу вперше побачив фільм у своєму рідному місті, і чуючи сміх глядачів у театрі кожного разу, коли з'являється монстр, він покинув задовго до закінчення фільму, пішов додому, та почав пити. Фільм був негативно сприйнятий критиками.